# Кудзула Кадфіз
Кудзула Кадфіз (бактр. Κοζουλο Καδφισο, хар. Kujula Kasasa, кит.: 丘就卻; піньїнь: Qiujiuque) (близько 46 — близько/до 85) — другий наразі відомий представник династії Кушан (у китайських джерелах — Гуйшуан-сіхоу), фундатор і перший «великий цар, цар царів, син Бога» царства Великих Кушан. У Рабатакському напису [Архівовано 12 листопада 2017 у Wayback Machine.] Канішки Великого його згадано як «…Кудзулу Кадфіза царя і прадіда…» (бактр. «…Κοζουλο Καδφισο shαο αβο ι φρονιαγο…») Імовірний наступник Санаба.
У 42-43р. Вардан Аршак підкорив весь Тохарістан своїй владі. Серед нумізматичних пам'яток середини I ст. відома низка монет з легендами «maharajasa rajarajarasa mahatasa Arṣakasa tratarasa jayatasa [Архівовано 1 травня 2021 у Wayback Machine.]» та «maharajasa rajarajasa mahatasa Arṣakasa tratarasa [Архівовано 1 травня 2021 у Wayback Machine.]» — «великий цар, цар царів Великий Аршак». Як відомо, Аршак — тронне ім'я усіх без виключення парфянських царів. Й ці емісії, найімовірніше, підтверджують оповідь Тацита щодо подій у Парфії у 42/43 р.р., а саме:

| «(3) …Вардан, після низки вдалих битв, підкорив народи, що мешкали між названою річкою та річкою Сіндом, яка відокремлює дагів від аріїв… (5) Отже, встановивши пам'ятники та написавши на них написи, що славили його могутність й те, що жоден Аршакід до нього не обкладав ці племена даниною, Вардан повертається у Парфію, овіяний гучною славою, й тому ще нестриманіший та нестерпніший для власних підданих. Проти нього змовилися та під час полювання його вбили…»[2][3] |
Гіпотетично Кудзула очолив кушан декількох найближчих років, про що свідчить добре датований (56 р.) напис на харошті з буддійського монастирського комплексу у Тахт-і-Бахі (CKI 53 [Архівовано 14 січня 2018 у Wayback Machine.]), де його згадано як принца Кадфіза (кхар. erzuṇa Kapasa) разом зі скіфським царем Гондофаром, тобто Кудзула Кадфіз прийняв титул ябгу Кушан ще за життя цього царя, хоча запропонована інтерпретація цієї пам'ятки суперечлива та далеко не загальновизнана. Добре відомі імітації монет царя Гермея, де Кудзулу Кадфіза згадано як ябгу (Kujula Kasasa Kuṣana Yavugasa dhramathidasa [Архівовано 1 травня 2021 у Wayback Machine.]) радше свідчать, що після поразки від Вардана володіннями Кудзули Кадфіза були території на південь від Гіндукуша. Але вже за часів парфянського царя Вологеза кушани почали активну боротьбу за повернення Тохарістану (Бактрії), що, можливо підтверджують повідомлення Йосипа Флавія та Тацита, а саме:
- стосовно подій 53 р.: Валгаш, під час кампанії проти царя залежного царства Адіабена, отримує звістку, що на східних кордонах тохари та саки «… зневажаючи його, наразі перебуваючого занадто далеко, великим військом спустошують Парфію…» Аршак, залишивши західні кордони, рушив з військом на схід.[6]
- стосовно подій 58-59 років (An., XIII, 37 (6) [Архівовано 6 січня 2017 у Wayback Machine.]; XIV, 25 (2) [Архівовано 6 січня 2017 у Wayback Machine.]):

| «… Вологеза затримує заколот у Гірканії…»; «… парфяни були обмежені війною з гірканами. Тоді ж гіркани доправили до римського принцепса посольство з проханням укласти з ними спілку, нагадуючи, що вони стримують царя Вологеза. (3) Корбулон при поверненні послів надав їм охорону, аби, перейшовши Євфрат, їх не було схоплено ворожими загонами: їх супроводили до узбережжя Червоного моря, звідки, уникнувши меж парфянських, вони повернулися на батьківщину.» |
- стосовно подій 63 р. (An., XV, 2 (5) [Архівовано 6 січня 2017 у Wayback Machine.]) Вологез:

| «… припинив війну з гірканами, збирає головні сили та виступає з цим військом, загрожуючи римським провінціям.» |
Вже 75 р. датовано напис, у якому вперше засвідчено титул (безіменний) — Магараджа (великий цар) Кушан, (CKI 59: maharayasa Guṣaṇasa [Архівовано 1 травня 2021 у Wayback Machine.]).
Наразі відомо декілька емісій монет Кудзули, які замінили у долині Кабула монети нетривалих емісій Абдагаза, які, в свою чергу, прийшли на зміну більш тривалим емісіям Гондофара, та монети магакшатрапа м. Чухса на ім'я Зейоніс-Джигуньяса східніше, у Гандхарі. Після 78 р., коли новий Кшатрап Узене визнав владу Кушан, від держави саків залишилися території на заході («малий» Сакастан). Саме з підпорядкуванням Західних Кшатрапів збіглася інша подія — у 89 р. вперше засвідчено титул, який зазвичай наслідуватимуть наступники Кудзули Кадфіза — великий цар, цар царів, божий син, Кушан (CKI 60: maharajasa rajatirajasa devaputrasa Khuṣaṇasa [Архівовано 1 травня 2021 у Wayback Machine.]).

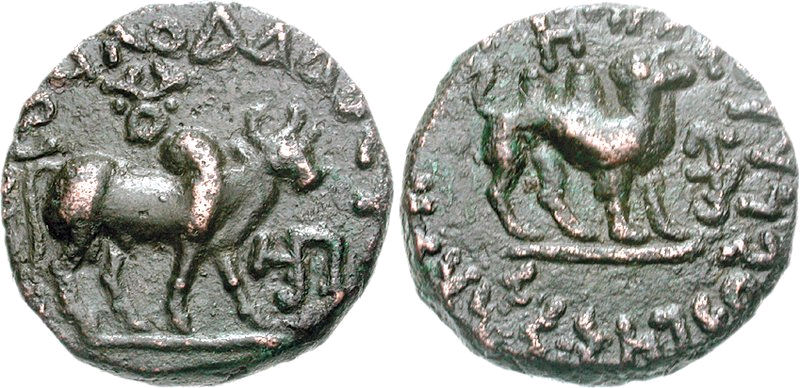
Монета Кудзули Кадфіза з легендою Maharayasa Rayatirayasa Kuyula Kara Kapasa.

Окремої уваги заслуговують декілька емісій монет, битих близько цього часу, поєднаних певними особливостями легенд, а саме:
- п'ятихалкова монета [Архівовано 1 травня 2021 у Wayback Machine.] з легендою «Devaputrasa Kuyala Kara Kapasa maharayasa rayatirasa»;
- п'ятихалкова монета [Архівовано 1 травня 2021 у Wayback Machine.] з легендою «Kuyula Kara Kapasa maharayasa rayatirayasa»;
- п'ятихалкова монета [Архівовано 1 травня 2021 у Wayback Machine.] з легендою «devaputrasa maharayasa rayatirayasa Kuṣaṇasa Kuyula Kara Kapasa».

Отже, якщо етимологія етноніму тохари від праір. *taṷa- + *gār- знайде додаткові підтвердження, то саме в цих емісіях можна бачити перше свідоцтво об'єднання усіх тохарських племен під владою ябгу Кушан Кудзули Кадфіза, який по цьому прийняв титул великий цар, цар царів, Тохар та присвятив цій події низку емісій п'ятихалкових монет.
У 87 р. до Хань прибула дипломатична місія з Кушанського царства. Від неї у Піднебесній стало відомо про утворення нової держави та про те, що незадовго до відправлення цього посольства Кудзула Кадфіз помер у віці більш як 80 років, та державу очолив його син. Це знайшло відображення у пізніших ханьських хроніках. Ось як про це повідомляє Бань Гу: 
| «за сто з лишком років гуйшуанський сіхоу Кіоцзюкю напав та знищив чотирьох сіхоу та сам посів трон та став правителем. Царство почало зватися Гуйшуанським. Він почав воювати з Ансі, підкорив Гаофу[10], знищив Пуда[11] та Цзибінь, й оволодів їхніми землями. Кіоцзюкю жив більш як 80 років. По смерті його син Яньгаочжень одержав владу, й ще підкорив Індію, керування якою доручив одному зі своїх військових очільників. З цього часу юечжі зробилося найсильнішим та найзаможнішим Домом. Сусідні держави звали його гуйшуанським государем, але Хань залишило за ним попередню назву — Великий Юечжі».[12] |
Бань Гу називає наступником Кудзули Кадфіза його сина Яньгаочженя. З Рабатакського напису (IKEo 318 [Архівовано 12 листопада 2017 у Wayback Machine.]) відомо, що сина-наступника Кудзули звали Віма Такту.

### Кудзула Кадфіз в епіграфіці[13]
- CKI 53 [Архівовано 1 травня 2021 у Wayback Machine.]

| Магараджі Гондофара 26 року, у сто третьому році, 103, першого, 1-го дня місяця Вайшаха[14], в цей благотворний час[15] каплиця — релігійний дар Спасителю Баласамі, разом зі своїми сином і дочкою на честь Спасителя Міри (та?) принца Капи,[16] на честь його матері та батька. |
- CKI 59 [Архівовано 1 травня 2021 у Wayback Machine.]

| 122 ріку, першого, 1-ого дня місяця Шравани,[17] під час Магараджі Кушана царювання, у східному районі Касу, храм Шиви було зведено Моїкою, сином Урумуджі. І там у моєму подарунку два дерева. Цим гідним вчинком … безсмертні місця блаженства. |
- CKI 331 [Архівовано 1 травня 2021 у Wayback Machine.]

| Сто двадцять шостого року Магараджі Великого Аза, який помер, двадцять третього дня місяця Ашадга,[18] в цей день, під час правління ябгу, це … на честь … Магараджі … родичі та друзі … які встановили цей монастир, ці реліквії там встановлюються. Чернець Пріаваша також встановлює ці мощі. Це пожертва чернця Пріаваші. Матері та батькові шана. У володінні благородного Магішадагана. |
- CKI 249 [Архівовано 1 травня 2021 у Wayback Machine.] (уривок)

| … І першим, по праву, шана Господу, святому, осяяному, який знищив пожадливість, ненависть та оману, котрий наділений силою десяти… Матері та батькові…, Узамді, який має живого сина і який ще живий, і (його) батькові, який перейшов, Аджидасені, царю Оді, шана. Садашці, сину Магараджі, Царя Царів, Кудзули Кадфіза, Сину Божому… |
- Великий Рабатакський напис царя Канішки (IKEo 318) [Архівовано 12 листопада 2017 у Wayback Machine.] (уривок)

| … Він наказав зобразити їх, цих богів, яких написано [імена], також він наказав зобразити царів таких: Кудзулу Кадфіза царя прадіда, Віму Такту царя діда, Віму Кадфіза царя батька та його, Канішку царя… |